# Dungen
Dungen (en sueco, Arboleda), banda sueca de rock perteneciente al rock psicodélico, con influencias de folk, indie y rock progresivo que comenzaron a finales de los noventa y principios de los años 2000. 
El grupo está liderado por Gustav Ejstes, compositor de todos los temas, que además de ser el vocalista interpreta la mayoría de instrumentos en las grabaciones de estudio. El grupo, no obstante, está formado por tres miembros más que tocan en los conciertos: Reine Fiske (guitarra), artista consolidado en el mundo del rock progresivo que ha participado en otras formaciones como Landberk, Fredrik Björling (batería) y Mattias Gustavsson (bajo). Todos ellos colaboran grabando alguna pista para las grabaciones de estudio de la banda.
Después de haber publicado dos discos de vinilo en la discográfica sueca Subliminal Sounds, Dungen firmó en 2002 con Dolores Recordings (una filial de Virgin Records) para el lanzamiento de su tercer álbum "Stadsvandringar" y tres singles. Sin embargo después de este contrato, Gustav decidió volver a Subliminal Sounds debido a que no quería identificar su grupo con una gran discográfica y poder mantener el espíritu independiente del grupo para no entrar en el pop del Mainstream.
Pese a que sus letras están escritas y cantadas íntegramente en sueco, a partir de la publicación de Ta Det Lugnt en 2004, el grupo tuvo una gran repercusión dentro de los círculos indie y de rock alternativo, consiguiendo fama internacional. A raíz de este éxito la banda realizó dos giras por Estados Unidos y firmó contratos de distribución tanto en Norteamérica como en el Reino Unido.  A pesar de tener un éxito el grupo, Se considera que en un futuro e incluso en la actualidad se le considera a Dungen como un grupo de culto en la escena misma.

## Discografía

### Álbumes de estudio
- 2001: "Dungen" (Subliminal Sounds) (más tarde llamado o re-titulado "Dungen 1999-2001")
- 2002: "Stadsvandringar" (Dolores Recordings, Astralwerks)
- 2004: "Ta Det Lugnt" (Subliminal Sounds, Kemado Records, Dew Process)
- 2007: "Tio Bitar" (Subliminal Sounds, Kemado Records, Dew Process, Vroom-Sound)
- 2008: "4" (Subliminal Sounds, Kemado Records)
- 2010: "Skit I Allt" (Subliminal Sounds, Mexican Summer)
- 2015: "Allas Sak" (Smalltown Supersound, Mexican Summer)
- 2016: "Häxan" (Smalltown Supersound)
- 2022: "En Är För Mycket och Tusen Aldrig Nog" (Mexican Summer)

### EPs
- 2005: "Tyst Minut" (Subliminal Sounds)

### Recopilaciones
- 2002: "Dungen 2" (Subliminal Sounds) (una edición en vinilo del segundo álbum de estudio de Dungen "Stadsvandringar")

### Sencillos
- Solen Stigger Upp (2002, Dolores Recordings)
- Stadsvandringar (2002, Dolores Recordings)
- Jag vill va' som du / Har du vart' i Stockholm? (2003, Dolores Recordings)
- Panda (2005, Memphis Industries)
- Festival (2006, Memphis Industries)